# Lâu đài ở Radziki Duże

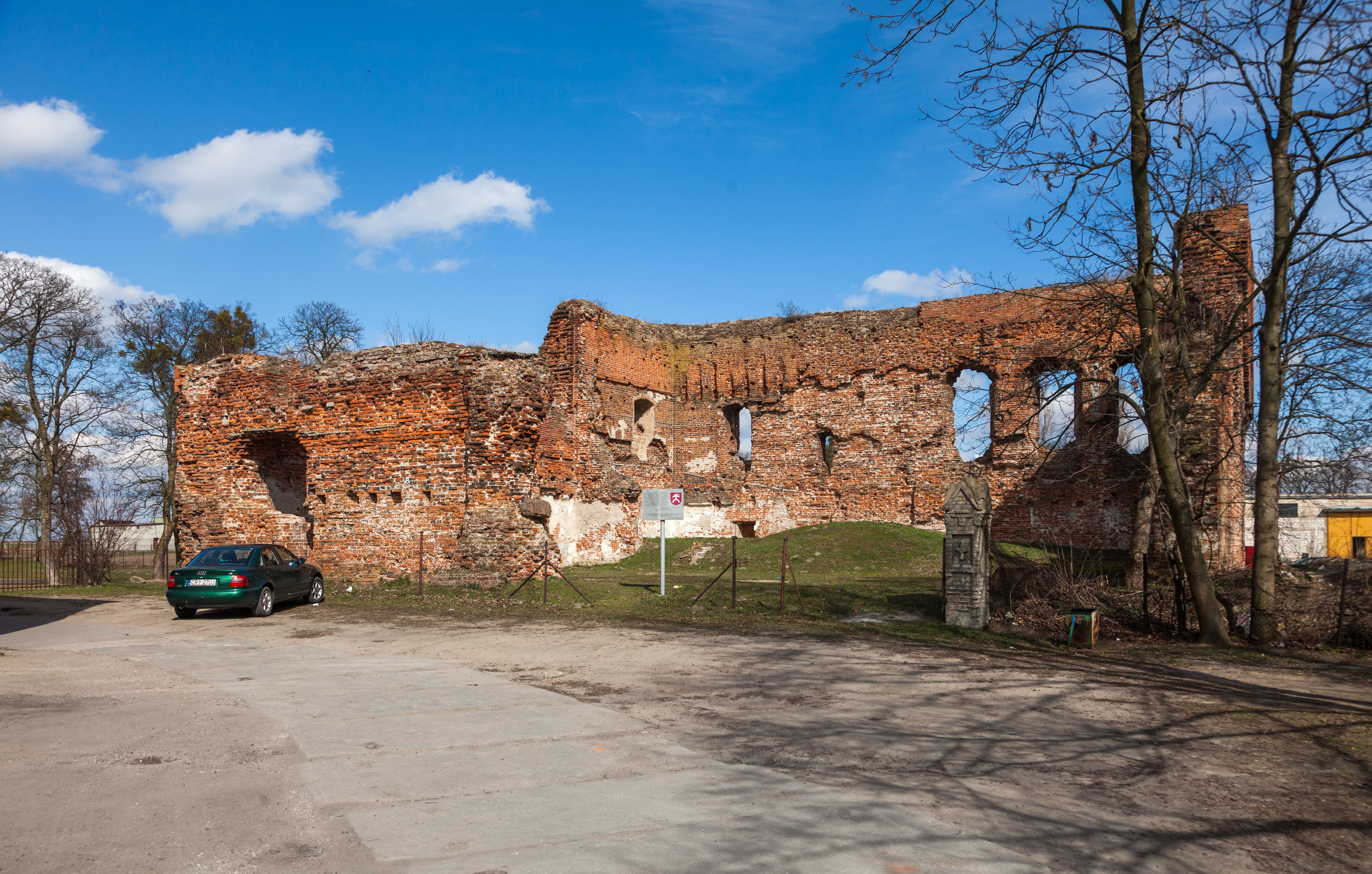
Tàn tích - Lâu đài ở Radziki Duże (2016)

Lâu đài ở Radziki Duże (tiếng Ba Lan: Zamek w Radzikach Dużych) là một lâu đài lịch sử (hiện nay còn lại các tàn tích) có từ đầu thế kỷ 15, tọa lạc ở làng Radziki Duże, huyện Rypiński, tỉnh Kujawsko-Pomorskie, Ba Lan. Công trình kiến trúc này có tên trong danh sách di tích.

## Lịch sử
Lâu đài ở Radziki Duże có khả năng được xây dựng sau năm 1405. Ban đầu, chủ sở hữu lâu đài này là gia đình Ogończyk. Vào thế kỷ 16, chủ nhân lúc bấy giờ của lâu đài là Mikołaj Radzikowski đã xây dựng lại lâu đài vào năm 1510. Trong trận Đại hồng thủy Thụy Điển vào giữa thế kỷ 17, lâu đài bị phá hủy. Sau năm 1770, lâu đài ở Radziki Duże bị bỏ hoang và dần rơi vào tình trạng xuống cấp nghiêm trọng.

## Kiến trúc
Lâu đài ở Radziki Duże được xây dựng trên một mặt bằng hình vuông, cạnh dài khoảng 29 mét. Vật liệu xây dựng lâu đài là gạch và đá. Tòa nhà để ở có một tầng và tiếp giáp với bức tường phía Đông-Bắc. Ngoài ra, lâu đài còn có một tầng hầm. Trong bức tường phía Tây-Bắc, có hai hốc trên mặt đất để đặt súng ống (có từ thế kỷ 16). Trên các bức tường có những họa tiết trang trí bằng gạch mang phong cách Gothic.

## Ảnh

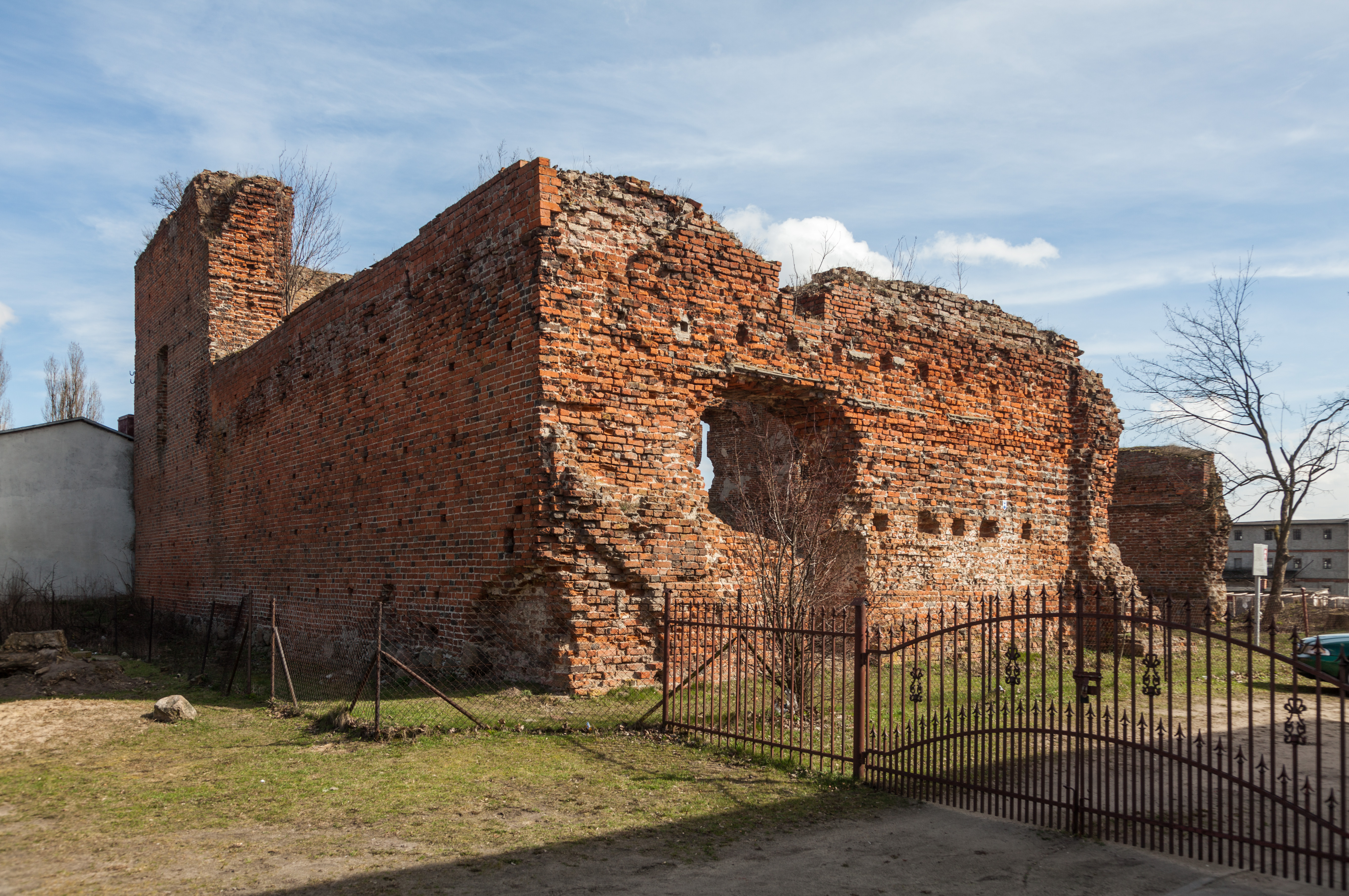
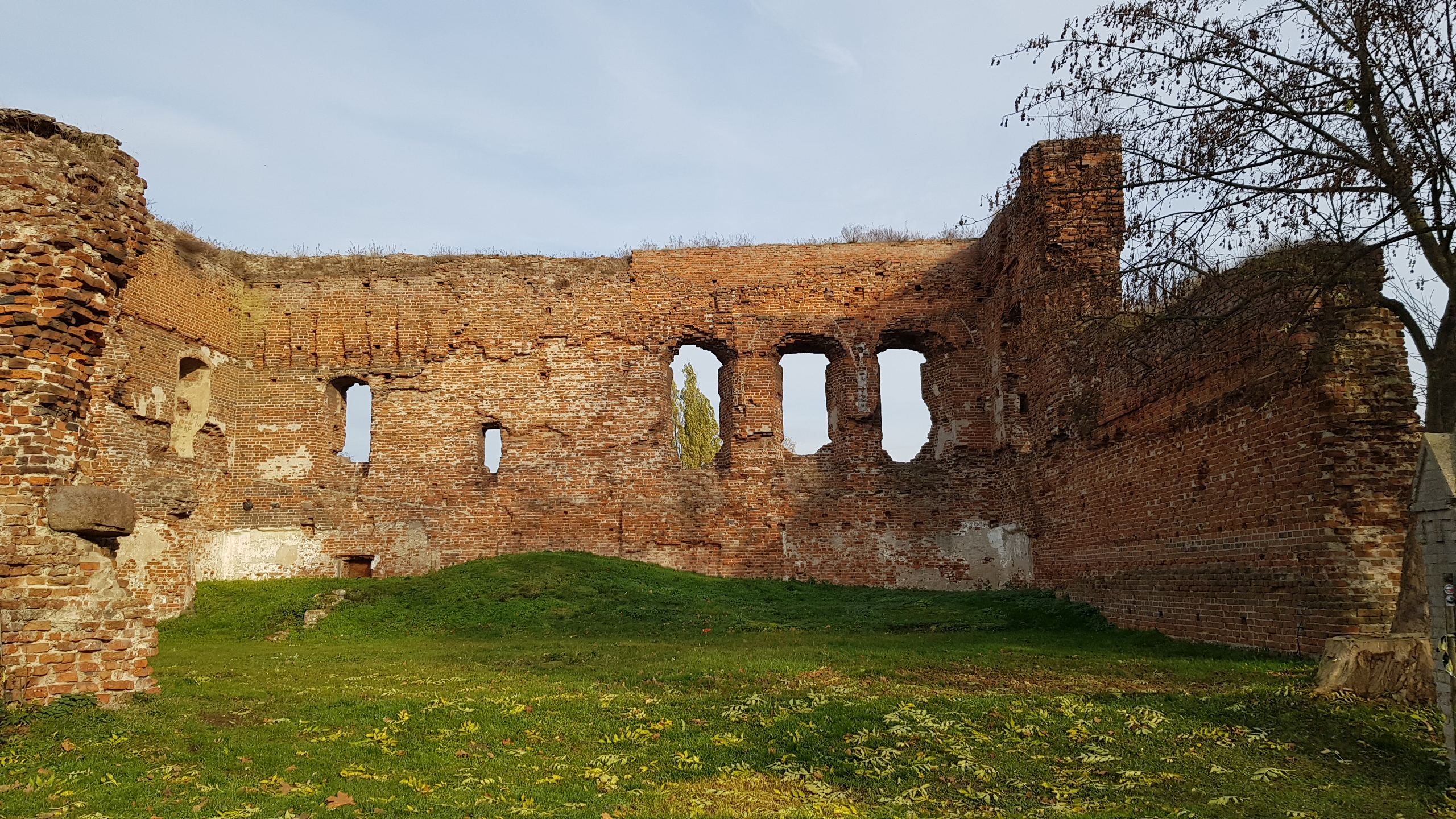
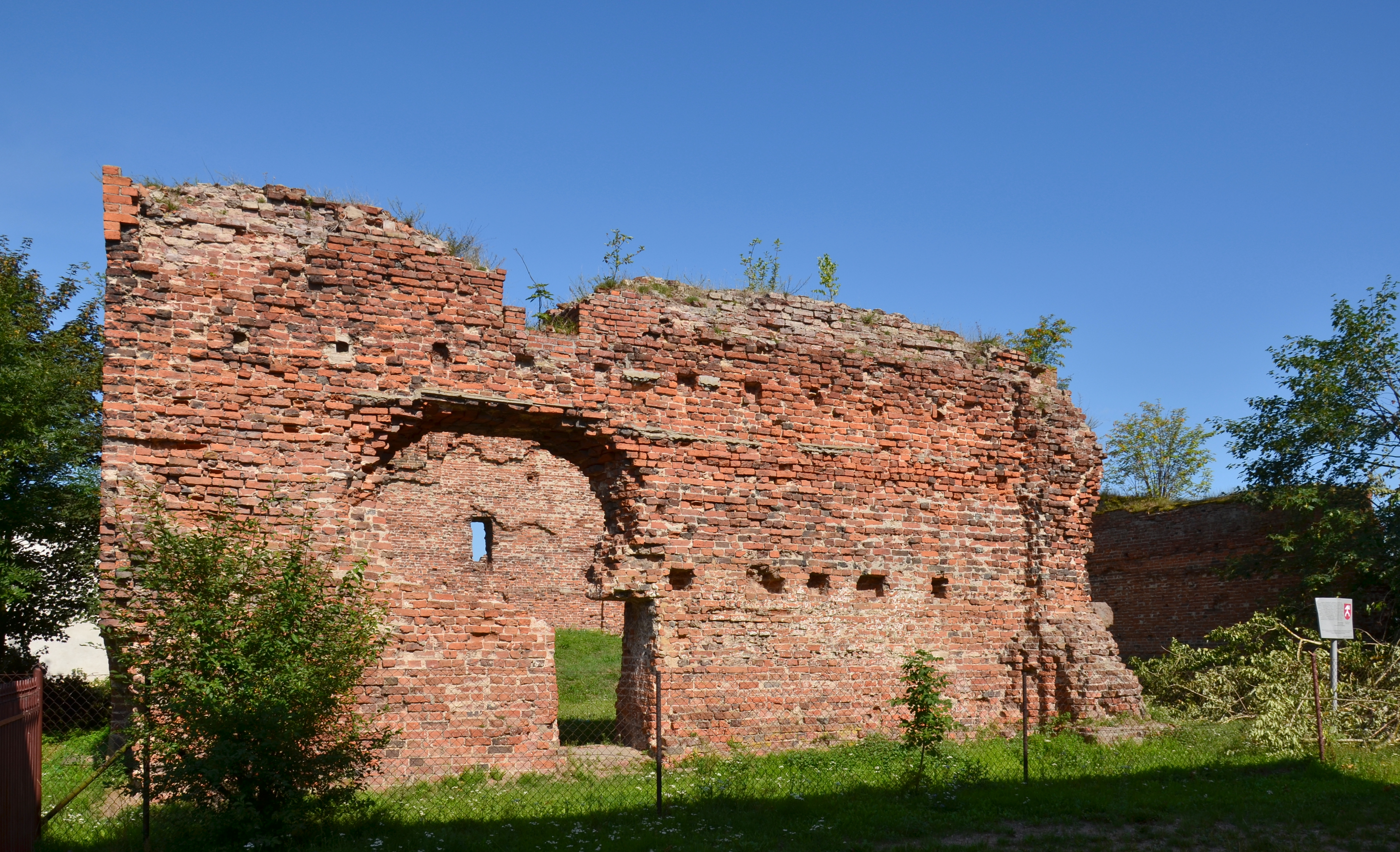
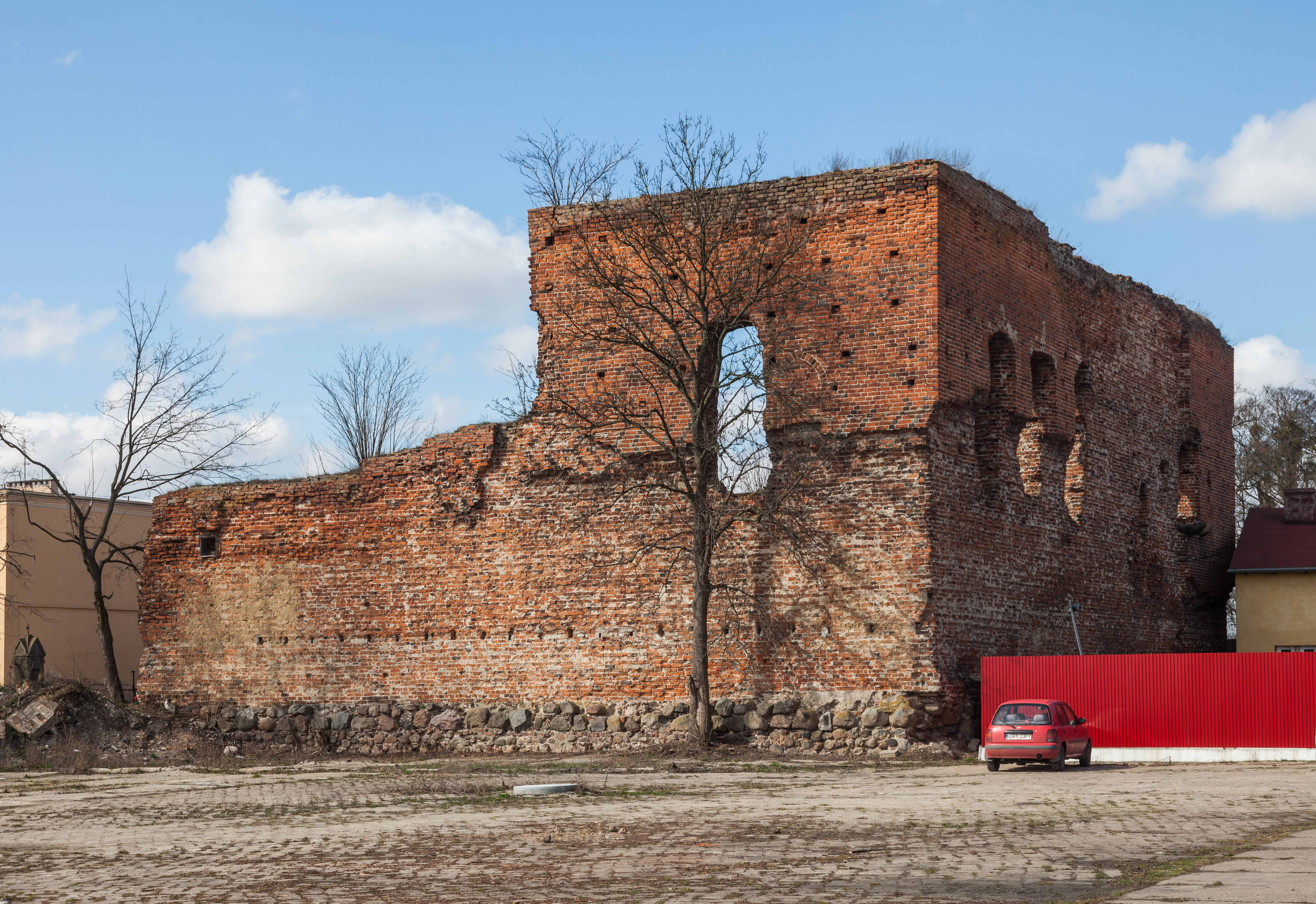